# Talgat Kadyrowitsch Nigmatulin
Talgat Kadyrowitsch Nigmatul(l)in (russisch Талгат Кадырович Нигматул(л)ин, tatarisch Тәлгать Кадыйр улы Нигъмәтулин Tälğät Qadıyr ulı Niğmätulin; * 5. März 1949 in Kysyl-Kyja, Gebiet Osch, Kirgisische SSR, Sowjetunion; † 11. Februar 1985 in Vilnius, Litauische SSR) war ein sowjetischer Schauspieler tatarischer Herkunft.

## Leben
Talgat Nigmatulin studierte am Gerassimow-Institut für Kinematographie, das er 1971 beendete. Eine seiner bekanntesten Rollen hatte er 1979 im Film Piraten des 20. Jahrhunderts als Salech. Nach ihm wurde eine Straße in Kysyl-kyja benannt.

## Filmografie (Auswahl)
- 1972: Die siebente Kugel (Седьмая пуля, Sedmaja pulja)
- 1976: Skasanie o Sijawusche (Tadschikfilm)
- 1978: Durch den wilden Westen (Вооружён и очень опасен, Wooruschon i otschen opassen)
- 1979: Piraten des 20. Jahrhunderts[1]
- 1979: Des Drachens grauer Atem